# St. Kilian (St. Kilian)

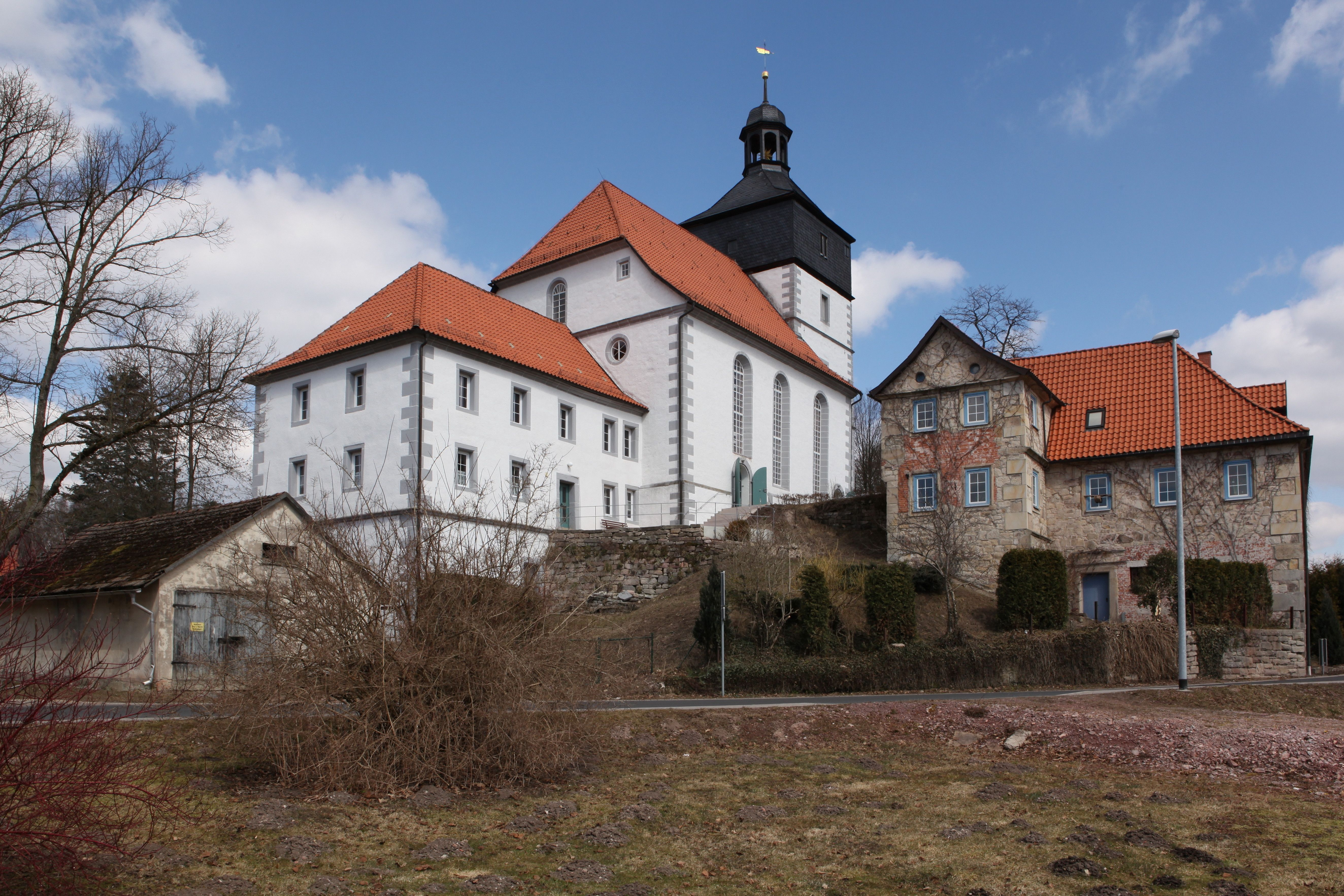
St. Kilian, Südseite

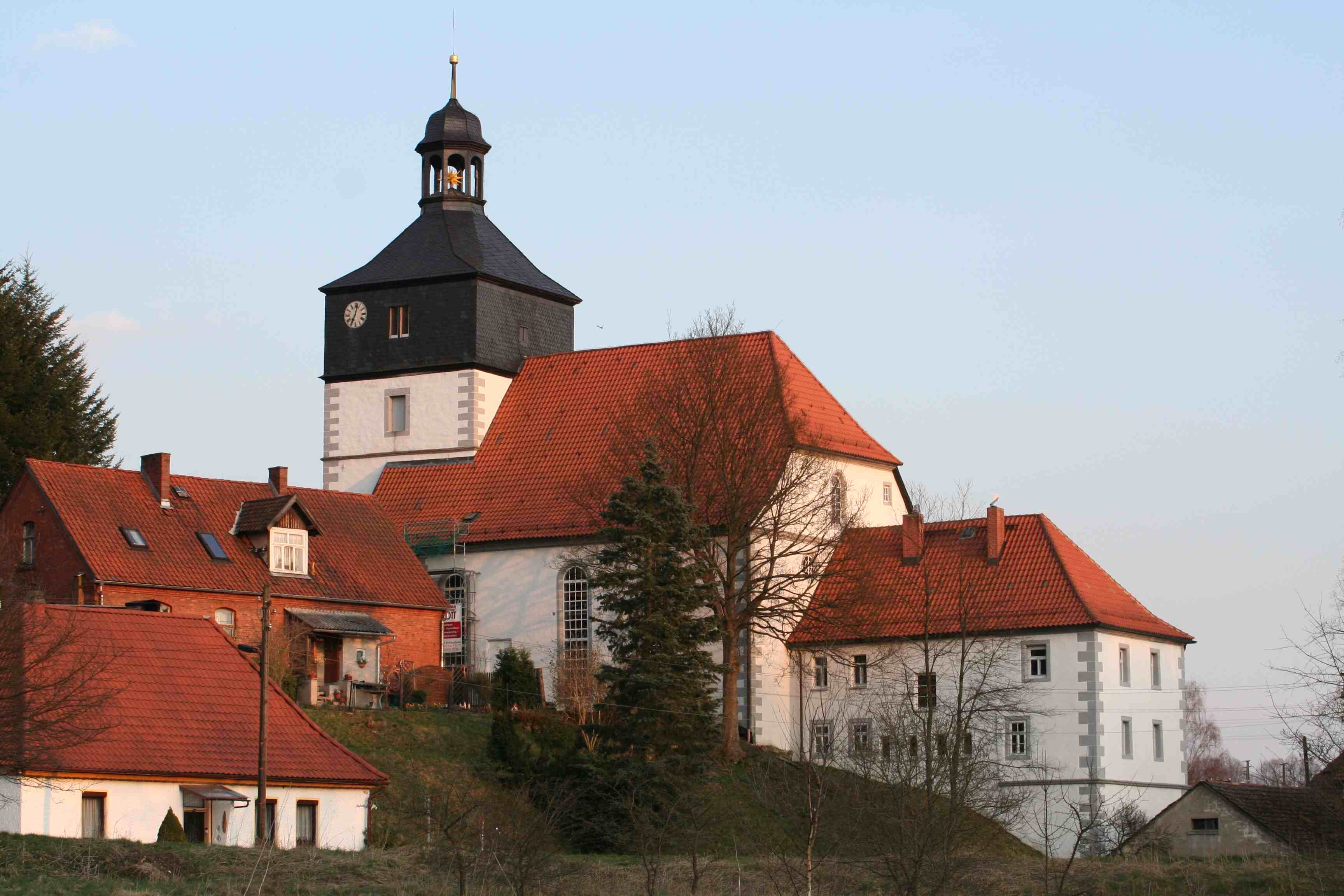
St. Kilian, Nordseite

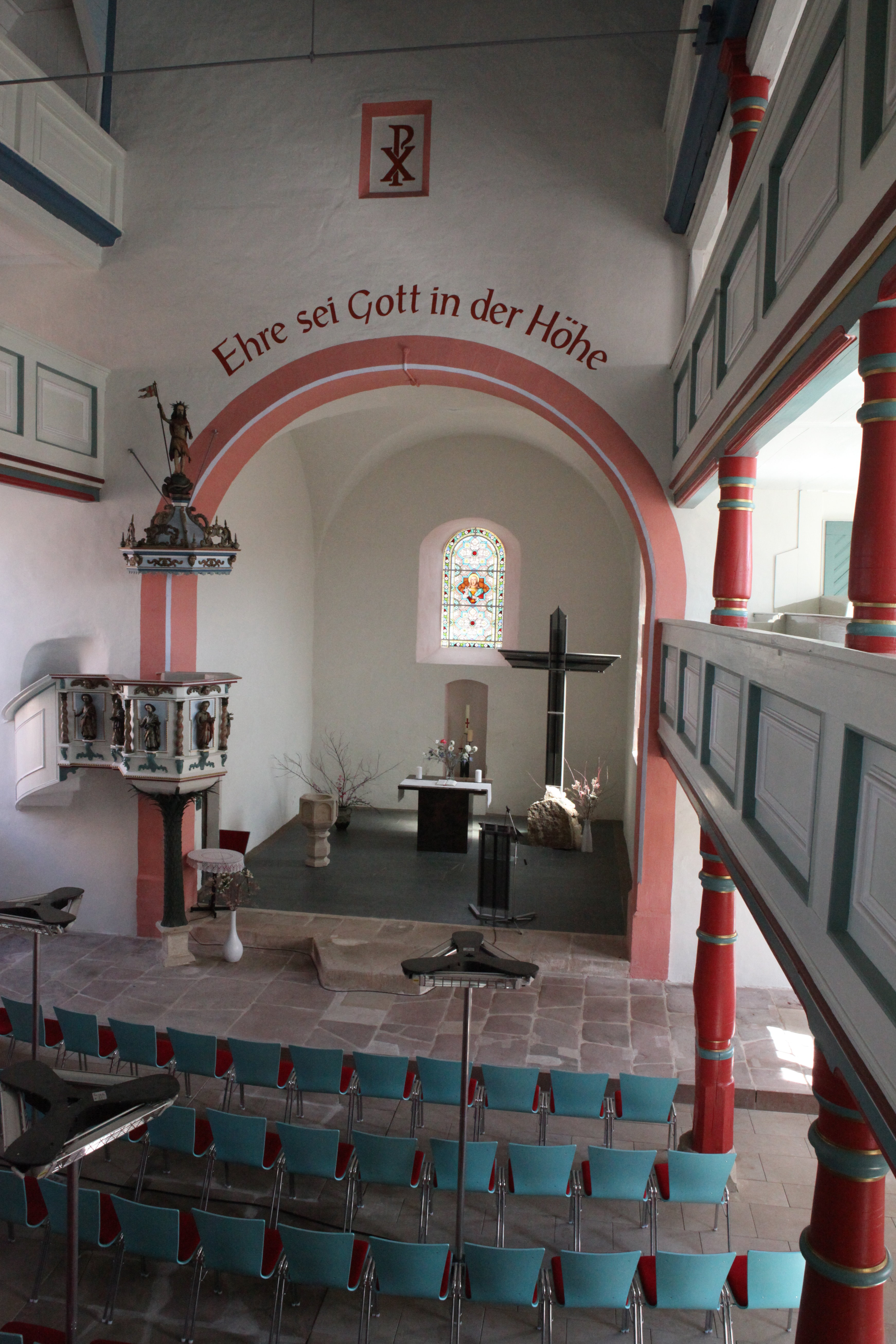
Innenraum

Die  evangelisch-lutherische Kirche St. Kilian steht in St. Kilian, einem Ortsteil der Stadt Schleusingen im Landkreis Hildburghausen (Thüringen). Das denkmalgeschützte Sakral-Bauwerk ist seit 2006 eine Autobahnkirche nahe der Anschlussstelle Schleusingen an der Bundesautobahn 73.

## Geschichte
Eine Kapelle, die den Namen des Frankenapostels Kilian trug, stand schon im frühen Mittelalter am Beginn einer alten Waldstraße, die nach Vesser führt. Die erste urkundliche Erwähnung folgte im Jahr 1187 mit dem Verweis auf eine kleine Kirche, die von Kloster Veßra aus betreut wurde. 
1379 wurde das Patronat den Grafen von Henneberg übereignet. 1419 ließ Gräfin Mechtild von Henneberg-Schleusingen neben der Kirche ein Hospital errichten. 
1545 wurde die Reformation eingeführt. 1570 wurde St. Kilian, das davor vom Pfarramt in Schleusingen betreut wurde, selbständige Pfarrei. Der Kirchensprengel umfasste die Nachbarorte Breitenbach, Erlau, Raasen, Silbach, Altendambach und Hirschbach. 
Am 22. Juni 1687 wurden die Kirche, das Spital und das Pfarrhaus durch ein Feuer zerstört. 1689 bis 1691 folgte der Wiederaufbau der Gebäude, wobei die Kirche barock erneuert wurde. Silbach war 1662 nach Hinternah umgepfarrt worden und Hirschbach 1856 zur neu gegründeten Pfarrei Altendambach. 
1910 kam es zu Auflösung des Hospitalguts. 1929 folgte die Eingemeindung des Gutsbezirkes St. Kilian nach Raasen, wobei der Ort in St. Kilian umbenannt wurde. 
Seit 2002 umfasst der Pfarrsprengel 14 Orte mit acht Kirchen und den ehemaligen Pfarrstellen in Altendambach, Wiedersbach und Bischofrod. Nach der Inbetriebnahme der Bundesautobahn 73 wurde die Pfarrkirche Ende 2006 zur Autobahnkirche ernannt. 
In den folgenden Jahren führten die Gemeindemitglieder in Eigenleistung eine umfangreiche Instandsetzung der Kirche durch, die am 14. September 2008 wieder eingeweiht wurde.

## Architektur
Auf einem Hügel steht das Ensemble von Chorturmkirche, angebautem Pfarrhaus und ehemaligem Spital. Die Grundmauern der Gebäude bestehen aus Bruchsteinmauerwerk. Die Kirche und das angebaute Gemeindehaus (ehemals Spital) sind weiß verputzt und mit grauen, stilisierten Ecksteinen versehen. 
Das Kirchenschiff hat ein Krüppelwalmdach, das Gemeindehaus ein Walmdach. Beide Gebäude sind mit rotem Ziegel gedeckt und stehen im Kontrast zum spätgotischen, verschieferten Turmaufbau mit Arkaden, welscher Haube und vergoldeter Turmzier. Der Innenraum besteht aus dem Haupthaus, mit je drei Rundbogenfenstern in den Längsseiten, einer dreigeschossigen Empore und einer Flachdecke, das vom Altarraum durch einen Triumphbogen getrennt ist. 
Der Altarraum hat ein rippenloses Kreuzgewölbe und zwei Rundbogenfenster auf der Ost- und Südseite. Die Bleiglasfenster zeigen Blumenornamentik und einen Christuskopf. Sie stammen aus dem späten 20. Jahrhundert. Neben dem Altarraum befindet sich auf der Nordseite die tonnengewölbte Sakristei.

## Ausstattung

### Kanzel und Taufstein
Die barock gestaltete Kanzel entstand um 1700. Sie ist über einen Aufgang durch die Sakristei zu erreichen und wird von vier stilisierten Palmen mit einer Weintraube getragen. Sechs aus Holz geschnitzte Figuren verzieren die Kanzel: die vier Evangelisten Matthäus, Markus, Lukas und Johannes sowie die beiden Apostel Petrus und Jakobus. Im Altarraum steht ein barocker Taufstein aus Sandstein aus dem Jahr 1627.

### Orgel
Die mechanische Schleifladenorgel auf der zweiten, westlichen Empore schuf 1802 Johann Georg Kummer aus Erlau. 1853 wurde sie von Michael Schmidt aus Schmiedefeld repariert und teilweise umgebaut. Das Instrument hat 22 Register auf zwei Manualen und Pedal.

### Geläut
Im Kirchturm hängen drei Bronzeglocken. Die älteste und kleinste Kirchenglocke ist aus dem Jahr 1688, die beiden anderen wurden 1691 gegossen.